# Rio Haryanto
Rio Haryanto (Surakarta, 22 gennaio 1993) è un ex pilota automobilistico indonesiano.

## Carriera

### In Asia
Haryanto iniziò la sua carriera alla guida di vetture monoposto nel suo continente natio, l'Asia, correndo in tre serie diverse durante la stagione del 2008: la Formula Renault asiatica, la Formula Asia 2.0 e la Formula BMW Pacific. Fu più competitivo nella Formula Asia 2.0, vincendo due gare e finendo 3º in campionato dietro ai piloti europei Felix Rosenqvist e Matthias Beche.
Nel 2009 corse ancora in diversi campionati, tra i quali il Campionato dei Piloti Australiano e di nuovo nella Formula Renault asiatica. Il suo punto più alto, comunque, lo raggiunse nella Formula BMW Pacific, categoria che dominò con undici vittorie su quindici gare (nonostante alcune di queste gare furono vinte da piloti invitati, che quindi non partecipavano al campionato), guidando per la squadra malese Meritus. Il suo rendimento nelle quattro gare di casa, a Sentul, fu perfetto: ottenne la vittoria, la pole e il giro veloce in tutte. Partecipò anche ad una gara della Formula BMW europea, dove lui stesso fu ospite.

### GP3 Series
Haryanto passò poi ad un livello maggiore emigrando in Europa per correre a tempo pieno nella GP3 Series 2010 unendosi al team Manor Racing, squadra junior di quella della Formula Uno. I suoi tre compagni durante la stagione furono James Jakes, Adrien Tambay e Adrian Quaife-Hobbs. Con un'impressionante prima stagione a questo livello, vinse una gara a Istanbul Park ed ottenne due piazzamenti sul podio, utili per concludere al 5º posto il campionato piloti, il migliore della sua squadra. Fu una delle sorprese della stagione. Rimase con la squadra per la GP3 Series 2011, ora ribattezzata Marussia Manor Racing, affiancato da Quaife-Hobbs e Matias Laine. Nonostante il suo miglioramento nel numero delle vittorie, passato a due (al Nürburgring e all'Hungaroring), la sua incostanza lo portò a sette gare senza segnare punti all'inizio dell'anno e ciò lo relegò al settimo posto in campionato, dietro Quaife-Hobbs. Entrambe le vittorie arrivarono in condizioni di pioggia, cosa che gli diede la reputazione di pilota specialista del bagnato.

### Auto GP
In aggiunta ai suoi risultati in GP3, Haryanto guidò anche per la DAMS in Auto GP 2011, partecipando a tutti i round del campionato tranne uno poiché coincideva con una gara di GP3. Guidando affiancato da Sergey Afanasyev e dal compagno part-time Tambay, vinse al Ricardo Tormo di Valencia e finì 7º in campionato. I risultati ottenuti da Haryanto, Afanasyev, Tambay e dal sostituto dell'indonesiano, Kevin Korjus, furono sufficienti alla DAMS per fare suo il titolo costruttori.

### GP2 Series

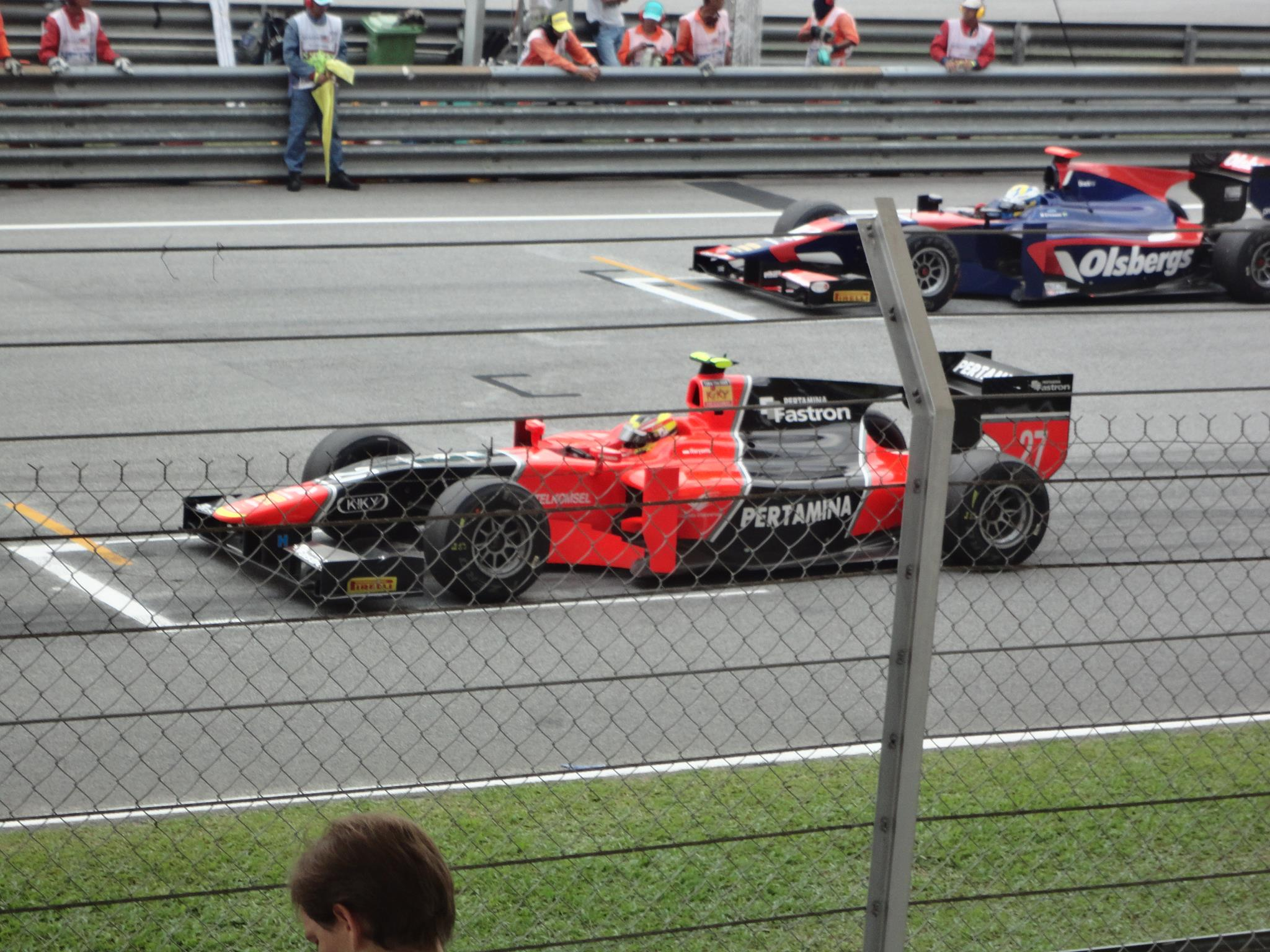
Haryanto si schiera sulla griglia del primo Gran Premio di GP2 Series in Malaysia, guidando una Carlin.

Haryanto fece il suo debutto in GP2 Series con la DAMS nelle Finali GP2 Series 2011 a Yas Marina. Ottenne la possibilità di correre a tempo pieno nella main series nel GP2 Series 2012 con la Carlin, il cui sponsor principale era proprio la Marussia, dove il suo partner era Max Chilton. Fu il primo pilota indonesiano a competere a certi livelli nel motorsport sin dai tempi di Ananda Mikola, che corse in Formula 3000 nel 2000 e 2001. Alla sua prima stagione in GP2, Haryanto si assicurò un giro più veloe e una pole position. A Spa, sotto la pioggia, confermò la sua reputazione di specialista sul bagnato. Inoltre con un 5º posto in gara-1 a Valencia si assicurò il 14º posto in campionato a fine stagione.
Nel 2013 si accasa alla Barwa Addax, insieme a Jake Rosenzweig.

### Formula 1
Haryanto è collegato alla Virgin/Marussia di Formula 1 sin dalla prima stagione di GP3 con la Manor nel 2010, avendo corso per il loro team junior. Nell'autunno dello stesso anno, vinse la possibilità di provare la Virgin per aver concluso il campionato come pilota meglio posizionato della Manor nella classifica finale. Provò la Virgin a Yas Marina il 16 novembre. Ebbe problemi al cambio che lo costrinsero a segnare il tempo più lento dei tredici giovani che correvano nella sessione della mattina. Non ricevette il test premio nel 2011 perché il compagno Adrian Quaife-Hobbs lo batté in classifica in quell'occasione.
Haryanto e il suo compagno in GP2 Series 2012 guidarono per Marussia nella prima parte dei test per giovani piloti nello stesso anno, tenuta però stavolta a Silverstone. Correndo per due giorni, Rio completò trecento chilometri nei test, soddisfando una delle condizioni per ottenere la Superlicenza FIA e diventando il primo indonesiano ad ottenerne una.
Il 1º dicembre 2015 corre per la Manor i test riservati agli pneumatici Pirelli in ottica 2016, affiancando il britannico Jordan King.
Il 18 febbraio 2016 la Manor ufficializza Haryanto come pilota per la stagione 2016 al fianco di Pascal Wehrlein. L'indonesiano, dopo mesi di trattative, è riuscito a trovare i finanziamenti necessari. Haryanto è il primo pilota indonesiano a correre nel mondiale di F1.
Debutta nel Gran Premio d'Australia 2016, dove è protagonista nella terza sessione di prove libere di un incidente nella corsia dei box con il francese della Haas Romain Grosjean. L'incidente costa all'indonesiano della Manor l'arretramento di tre posizioni in griglia, costringendolo a partire in ultima posizione dietro al compagno di squadra Pascal Wehrlein, dopo che al termine delle qualifiche aveva ottenuto una prestazione migliore del pilota tedesco. In gara è costretto al ritiro a causa di un problema all'albero motore.
L'11 agosto 2016 viene declassato al ruolo di terzo pilota della Manor, lasciando il posto al giovane pilota francese Esteban Ocon a causa della mancanza di sponsorizzazione. Entra in trattativa con la Sauber e con la Manor (che cesserà di esistere prima dell'inizio della stagione successiva) per tornare titolare, ma non riesce a trovare un accordo con nessuna delle due scuderie dopo l'uscita dai negoziati del suo sponsor principale Pertamina.

### Dopo la Formula 1
Dopo essere uscito dalla Formula 1, Haryanto ha sospeso l'attività di pilota professionistico limitandosi al karting per mantenersi in allenamento fino al 3 ottobre 2017, data in cui effettua un primo test di guida su una vettura di Formula E completando 30 giri sul Circuito di Valencia. La vettura utilizzata per il test è una versione aggiornata della Spark-Renault SRT 01E utilizzata nel Campionato di Formula E 2014-2015. A fine novembre 2017 viene annunciata la partecipazione di Haryanto a dei test in Super Formula. I test, tenutisi sul Circuito di Suzuka il 6 e il 7 dicembre 2017, hanno visto il pilota indonesiano alla guida di una vettura motorizzata Honda. Il 7 ottobre 2018 partecipa all'edizione inaugurale della SIC888 Endurance di Shanghai, un evento speciale che ha concluso il TCR Asia Series 2018, a bordo di un'Audi R8 LMS GT4 del team Absolute Racing insieme ai compagni d'equipaggio Andrew Haryanto e Anderson Tanoto, classificandosi quinto in totale e primo nella sua categoria e dimostrando anche un buon ritmo di gara. Dal 2019 partecipa al Blancpain GT World Challenge Asia con una Ferrari 488 GT3 del team T2 Motorsports.

## Risultati

### Sommario
| Anno    | Serie                                           | Team                     | Gare        | Vittorie    | Pole        | Gpv         | Podi        | Punti       | Pos.        |
| ------- | ----------------------------------------------- | ------------------------ | ----------- | ----------- | ----------- | ----------- | ----------- | ----------- | ----------- |
| 2008    | Formula Renault asiatica                        | Asia Racing Team         | 10          | 2           | 1           | 2           | 3           | 160         | 6º          |
| 2008    | Formula Asia                                    | Asia Racing Team         | 13          | 1           | 1           | 2           | 7           | 121         | 3º          |
| 2008    | Formula BMW Pacific                             | Pacific Racing           | 5           | 0           | 0           | 0           | 0           | 0†          | N.C.†       |
| 2009    | Campionato dei Piloti Australiano - Nazionale A | PHR Scuderia             | 2           | 0           | 1           | 1           | 0           | 29          | 11º         |
| 2009    | Campionato dei Piloti Australiano - Gold Star   | Astuti Motorsport        | 2           | 0           | 0           | 0           | 0           | 18          | 8º          |
| 2009    | Formula Renault asiatica                        | Asia Racing Team         | 2           | 0           | 0           | 0           | 2           | 48          | 11º         |
| 2009    | Formula BMW Europe                              | Scuderia Coloni          | 2           | 0           | 0           | 0           | 0           | 0†          | N.C.†       |
| 2009    | Formula BMW Pacific                             | Questnet Team Qi-Meritus | 15          | 11          | 7           | 9           | 12          | 250         | 1º          |
| 2010    | GP3 Series                                      | Manor Racing             | 16          | 1           | 0           | 0           | 3           | 27          | 5º          |
| 2010    | Formula 1                                       | Marussia Virgin Racing   | Test driver | Test driver | Test driver | Test driver | Test driver | Test driver | Test driver |
| 2011    | GP3 Series                                      | Marussia Manor Racing    | 16          | 2           | 0           | 1           | 4           | 31          | 7º          |
| 2011    | Auto GP                                         | DAMS                     | 14          | 1           | 1           | 2           | 3           | 82          | 7º          |
| 2011    | Finali GP2                                      | DAMS                     | 2           | 0           | 0           | 0           | 0           | 0           | 17º         |
| 2012    | GP2 Series                                      | Carlin                   | 24          | 0           | 1           | 1           | 0           | 38          | 14º         |
| 2013    | GP2 Series                                      | Barwa Addax Team         | 22          | 0           | 0           | 0           | 1           | 22          | 19º         |
| 2014    | GP2 Series                                      | EQ8 Caterham Racing      | 22          | 0           | 0           | 0           | 1           | 28          | 15º         |
| 2015    | GP2 Series                                      | Campos Racing            | 22          | 3           | 0           | 1           | 5           | 138         | 4º          |
| 2016    | Formula 1                                       | Manor Racing             | 12          | 0           | 0           | 0           | 0           | 0           | 24º         |
| 2019    | Blancpain GT World Challenge Asia               | T2 Motorsports           | 12          | 0           | 0           | 0           | 0           | 11          | 32º         |
| 2019    | Blancpain GT World Challenge Asia - Pro-Am      | T2 Motorsports           | 12          | 0           | 0           | 0           | 1           | 62          | 12º         |
| 2019-20 | Asian Le Mans Series                            | T2 Motorsports           | 4           | 0           | 1           | 0           | 0           | 41          | 9º          |

† – Poiché Haryanto era un pilota ospite, non poté ottenere punti.

### Risultati GP3 Series
(legenda) (Le gare in grassetto indicano la pole position) (Gare in corsivo indicano Gpv)
| Anno | Team                  | 1          | 2          | 3          | 4          | 5          | 6           | 7          | 8           | 9           | 10          | 11         | 12         | 13         | 14         | 15        | 16         | Pos. | Punti |
| ---- | --------------------- | ---------- | ---------- | ---------- | ---------- | ---------- | ----------- | ---------- | ----------- | ----------- | ----------- | ---------- | ---------- | ---------- | ---------- | --------- | ---------- | ---- | ----- |
| 2010 | Manor Racing          | ESP FEA 20 | ESP SPR 25 | TUR FEA 8  | TUR SPR 1  | VAL FEA 6  | VAL SPR 4   | GBR FEA 2  | GBR SPR Rit | GER FEA Rit | GER SPR Rit | HUN FEA 20 | HUN SPR 11 | BEL FEA 18 | BEL SPR 18 | ITA FEA 3 | ITA SPR 23 | 5º   | 27    |
| 2011 | Marussia Manor Racing | TUR FEA 26 | TUR SPR 10 | ESP FEA 20 | ESP SPR 11 | VAL FEA 19 | VAL SPR 22† | GBR FEA 10 | GBR SPR 4   | GER FEA 1   | GER SPR 10  | HUN FEA 9  | HUN SPR 1  | BEL FEA 12 | BEL SPR 9  | ITA FEA 3 | ITA SPR 2  | 7º   | 31    |

### Risultati GP2 Series
(legenda) (Le gare in grassetto indicano la pole position) (Gare in corsivo indicano Gpv)
| Anno | Team                     | 1          | 2          | 3          | 4           | 5          | 6           | 7           | 8          | 9          | 10          | 11         | 12          | 13          | 14         | 15          | 16         | 17         | 18         | 19         | 20         | 21         | 22         | 23        | 24         | Pos. | Punti |
| ---- | ------------------------ | ---------- | ---------- | ---------- | ----------- | ---------- | ----------- | ----------- | ---------- | ---------- | ----------- | ---------- | ----------- | ----------- | ---------- | ----------- | ---------- | ---------- | ---------- | ---------- | ---------- | ---------- | ---------- | --------- | ---------- | ---- | ----- |
| 2012 | Marussia Carlin GP2 Team | MYS FEA 12 | MYS SPR 10 | BHR1 FEA 9 | BHR1 SPR 15 | BHR2 FEA 6 | BHR2 SPR 6  | ESP FEA 16  | ESP SPR 15 | MON FEA 14 | MON SPR 11  | VAL FEA 5  | VAL SPR Rit | GBR FEA 10  | GBR SPR 12 | GER FEA 17  | GER SPR 11 | HUN FEA 12 | HUN SPR 7  | BEL FEA 10 | BEL SPR 7  | ITA FEA 19 | ITA SPR 12 | SGP FEA 9 | SGP SPR 11 | 14º  | 38    |
| 2013 | Barwa Addax Team         | MYS FEA 20 | MYS SPR 18 | BHR FEA 15 | BHR SPR 24  | ESP FEA 9  | ESP SPR 24  | MON FEA Rit | MON SPR 16 | GBR FEA 7  | GBR SPR 2   | GER FEA 18 | GER SPR 14  | HUN FEA 11  | HUN SPR 10 | BEL FEA 19  | BEL SPR 25 | ITA FEA 14 | ITA SPR 7  | SGP FEA 20 | SGP SPR 11 | ABU FEA 14 | ABU SPR 12 |           |            | 19º  | 22    |
| 2014 | Caterham Racing          | BHR FEA 16 | BHR SPR 16 | ESP FEA 5  | ESP SPR Rit | MON FEA 7  | MON SPR 3   | AUT FEA 11  | AUT SPR 17 | GBR FEA 21 | GBR SPR Rit | GER FEA 22 | GER SPR 10  | HUN FEA Rit | HUN SPR 17 | BEL FEA Rit | BEL SPR 16 | ITA FEA 16 | ITA SPR 16 | RUS FEA 18 | RUS SPR 15 | ABU FEA 9  | ABU SPR 12 |           |            | 15º  | 28    |
| 2015 | Campos Racing            | BHR FEA 2  | BHR SPR 1  | ESP FEA 4  | ESP SPR 6   | MON FEA 16 | MON SPR Rit | AUT FEA 7   | AUT SPR 1  | GBR FEA 8  | GBR SPR 1   | HUN FEA 4  | HUN SPR 5   | BEL FEA 13  | BEL SPR 10 | ITA FEA 13  | ITA SPR 11 | RUS FEA 5  | RUS SPR 2  | BHR FEA 7  | BHR SPR 18 | UAE FEA 1  | UAE SPR C  |           |            | 4º   | 138   |

### Risultati Formula 1
| 2016 | Scuderia | Vettura |     |    |    |     |    |    |    |    |    |     |    |    |  |  |  |  |  |  |  |  |  |  |  |  | Punti | Pos. |
| ---- | -------- | ------- | --- | -- | -- | --- | -- | -- | -- | -- | -- | --- | -- | -- |  |  |  |  |  |  |  |  |  |  |  |  | ----- | ---- |
| 2016 | Manor    | MRT05   | Rit | 17 | 21 | Rit | 17 | 15 | 19 | 18 | 16 | Rit | 21 | 20 |  |  |  |  |  |  |  |  |  |  |  |  | 0     | 24º  |

| Legenda | 1º posto     | 2º posto | 3º posto    | A punti         | Senza punti/Non class.  | Grassetto – Pole position Corsivo – Giro più veloce |
| Legenda | Squalificato | Ritirato | Non partito | Non qualificato | Solo prove/Terzo pilota | Grassetto – Pole position Corsivo – Giro più veloce |